# Kubit

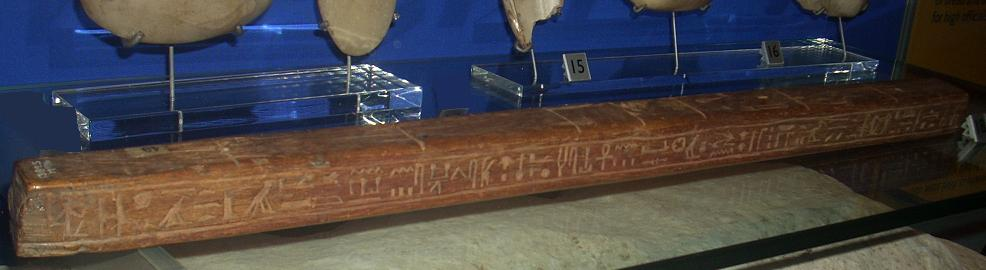
En egyptisk kubitstav på Liverpool World Museum.

Kubit eller Cubit (latin cubitus = armbåge) är en historisk måttenhet. Kubit var standardenhet för längd i forntida Egypten och motsvarade längden från armbågen till toppen på långfingret. En kubit är ungefär 0,525 meter.
Det fanns två typer av kubit; Liten kubit = 6 händer = 24 fingrar = 0,449 meter. Kunglig kubit = 7 händer = 28 fingrar = 0,524±0,005 meter. Längden på en kubit har varierat över tiden. Vid uppförandet av Cheopspyramiden (fl. 2600 f.Kr.) var en kubit 0,523 m. Undersökningar av Palermostenen från Egyptens femte dynasti (fl. 2480 f.Kr.) som användes för att mäta vattenståndet i Nilen visar att 1 kubit  = 0,524 meter.
Den äldsta bevarade kubit-mätstaven är från Egyptens artonde dynasti (c. 1550–1307 f.Kr.) 
Kubit blev en universell måttenhet, av varierande längd, i den antika världen och i Rom var dess längd 444 mm, vilket motsvarade 1 1/2 romerska fot
Det romerska cubitus ledde till det svenska längdmåttet aln, två svenska fot, med motsvarigheter (av varierande längd) i andra nationer.